# United States Basketball Writers Association
La United States Basketball Writers Association (USBWA), fondata nel 1956 da Walter Byers, è un'associazione statunitense che raccoglie i giornalisti che si occupano di pallacanestro universitaria (NCAA).
Ogni anno dal 1959, la USBWA conferisce l'Henry Iba Award al miglior allenatore del campionato di pallacanestro NCAA.